# Dopolavoro Aziendale Marzotto 1943-1944
Questa voce raccoglie le informazioni riguardanti il Dopolavoro Aziendale Marzotto nelle competizioni ufficiali della stagione 1943-1944.

## Rosa
| N. |                   | Ruolo | Calciatore          |
| -- | ----------------- | ----- | ------------------- |
|    | Italia (bandiera) |       | Leonardo Corponi    |
|    | Italia (bandiera) |       | Ferdinando Cozzarin |
|    | Italia (bandiera) | C     | Ruggero Di Cuonzo   |
|    | Italia (bandiera) | P     | Umberto Girolami    |
|    | Italia (bandiera) |       | Alfredo Guarnieri   |
|    | Italia (bandiera) | C     | Attilio Maestroni   |
|    | Italia (bandiera) | A     | Antonio Moro        |
|    | Italia (bandiera) | A     | Angelo Oliviero     |
|    | Italia (bandiera) |       | Aldo Passaggi       |

| N. |                   | Ruolo | Calciatore        |
| -- | ----------------- | ----- | ----------------- |
|    | Italia (bandiera) |       | Renzo Repele      |
|    | Italia (bandiera) |       | Francesco Sandrin |
|    | Italia (bandiera) | D     | B. Scomparin      |
|    | Italia (bandiera) | A     | Aldo Simoncello   |
|    | Italia (bandiera) | D     | W. Valsecchi      |
|    | Italia (bandiera) | C     | Fausto Venturini  |
|    | Italia (bandiera) | A     | Benito Visona     |
|    | Italia (bandiera) | A     | Germano Zanca     |